# Piera Aiello
Piera Aiello (Partanna, 2 luglio 1967) è una politica italiana.
Nel 2019 è stata inserita dalla BBC nella lista delle 100 donne più influenti al mondo.

## Biografia
Nel 1985, all'età di 18 anni, Piera Aiello fu costretta a sposare Nicola Atria, figlio del mafioso partannese Vito Atria. Vito Atria fu ucciso nove giorni dopo. Nicola Atria fu poi ucciso il 24 giugno 1991, in sua presenza. A seguito di quest'evento, Piera Aiello decise di denunciare i due assassini di Nicola e iniziò a collaborare, unitamente alla sorella del marito Rita Atria, con la polizia e la magistratura, in particolare con il giudice Paolo Borsellino. La Aiello e la Atria non sono ritenute delle collaboratrici di giustizia ma delle testimoni di giustizia, in quanto, pur essendo a conoscenza di fenomeni mafiosi e avendoli denunciati alle autorità, non sono mai state coinvolte direttamente in essi. Da allora vive con un'altra identità, fino alle elezioni del 2018.
Il 25 luglio 2008 è stata nominata presidente dell'associazione antimafie "Rita Atria" di Milazzo.
Il 24 ottobre 2012 ha presentato il suo libro Maledetta Mafia (Edizioni San Paolo) scritto a quattro mani con Umberto Lucentini, giornalista e biografo di Paolo Borsellino.
Nel 2015 è stata assunta insieme ad altri 12 collaboratori di giustizia alla Regione Siciliana dal presidente Rosario Crocetta.
Il 10 dicembre 2016 è stata nominata Presidente onorario dell’"Associazione Antimafie e Antiracket - Paolo Borsellino - onlus" di Marsala.
Il 23 maggio 2017 è stata eletta Presidente dell'"Associazione Antimafie ed Antiracket "La verità vive" Onlus".
Nel 2021 si laurea in scienze politiche presso l’Università degli Studi eCampus.

### Attività politica
Alle elezioni politiche del 2018 è stata eletta alla Camera dei Deputati nel collegio uninominale di Trapani-Marsala per il Movimento 5 Stelle.
È la prima parlamentare nella storia della Repubblica Italiana con lo status di testimone di giustizia. È stata componente della commissione Giustizia e della Commissione parlamentare antimafia.
Il 2 settembre 2020, dopo le polemiche sul rinnovo dei vertici dei servizi segreti italiani, ha annunciato di aver lasciato il Movimento 5 Stelle: "Non mi rappresenta più".
Il 27 gennaio 2021, in occasione delle consultazioni per la formazione di un nuovo governo, ha aderito alla componente del Gruppo misto Centro Democratico insieme alla deputata Alessandra Ermellino (anch'essa ex M5S).
Ha lasciato Centro Democratico ed ha fatto ritorno ai non iscritti il 30 giugno 2021; il giorno seguente, assieme a Elio Lannutti e Elisabetta Trenta, ha aderito all'Italia dei Valori, senza però iscriversi. Successivamente abbandonava anche Italia dei Valori assieme a Elisabetta Trenta, lamentando la scarsa trasparenza del partito.
In vista delle elezioni politiche anticipate del 25 settembre 2022 ha aderito alla lista "Unione Popolare" con DemA di Luigi De Magistris (indicato come capo politico), Rifondazione Comunista e la componente parlamentare ManifestA. Ricandidata deputata per tale coalizione, non verrà rieletta a causa del mancato superamento della soglia di sbarramento (3%) da parte della lista.
Alle elezioni europee del 2024 si candida nella circoscrizione isole e in quella meridionale tra le file di Libertà, lista elettorale promossa da Cateno De Luca con altre forze antisistema, nelle circoscrizioni Isole e Sud. Raccoglie circa 3.600 preferenze nelle isole e circa 700 nella circoscrizione meridionale senza essere eletta anche perché la lista non supera la soglia di sbarramento.